# Manuel Fleitas Solich
Manuel Agustín Fleitas Solich (Asunción, 30 dicembre 1900 – Rio de Janeiro, 24 marzo 1984) è stato un allenatore di calcio e calciatore paraguaiano, di ruolo centrocampista. Da giocatore fu capitano della selezione del suo paese, con la quale partecipò a svariati tornei internazionali. Commissario tecnico del Paraguay a più riprese, fu alla guida della Nazionale che vinse il primo trofeo della sua storia, il Campeonato Sudamericano de Football 1953.

## Caratteristiche tecniche
Giocava da centrocampista centrale; possedeva abilità tecnica e capacità di gestire rapidamente il pallone, oltre che un temperamento da leader.

## Carriera

### Giocatore

#### Club
Figlio di un giornalista, a diciassette anni debuttò con il Club Nacional di Asunción, club in cui si disimpegnò durante i primi anni di carriera, e di cui divenne presto capitano. Nel 1924 e nel 1926 vinse il titolo nazionale, che al club mancava da tredici anni, e agli inizi del 1927 divenne il primo calciatore paraguaiano a essere acquistato da una squadra estera quando il Boca Juniors di Buenos Aires lo scelse per sostituire Mario Fortunato. Con la società della capitale argentina vinse da capitano il campionato del 1930 — l'ultimo dilettantistico, dato che nel 1931 venne istituito il professionismo. Lasciato il Boca, proseguì la carriera nel Paese, per poi ritirarsi nel 1936.

#### Nazionale
Quando, nel 1919, venne formata per la prima volta una Nazionale calcistica paraguaiana, Fleitas Solich figurò tra i presenti, giocando come capitano. Partecipò in seguito a svariate edizioni del Campeonato Sudamericano de Football, e nel periodo dal 1922 al 1929 fu contemporaneamente giocatore e commissario tecnico. In tutto conta trentadue presenze e tre reti a livello internazionale.

### Allenatore
Dopo l'esperienza del duplice incarico in campo e in panchina con la Nazionale, passò ad allenare a tempo pieno svariate squadre argentine, ottenendo il primo risultato di rilievo a livello di club con la vittoria, nel 1943, del campionato paraguaiano con il Libertad, compagine della capitale. In precedenza, aveva nuovamente ricoperto incarichi in Nazionale — a cui si troverà legato spesso durante tutta l'esperienza come allenatore. Nel 1953 fu protagonista del primo trofeo internazionale ufficiale vinto dal Paraguay, il Campeonato Sudamericano de Football, organizzato in Perù. La squadra, che aveva la sua ossatura nei giocatori che avevano partecipato al campionato del mondo 1950 — sempre sotto la guida di Fleitas Solich — sconfisse in finale il Brasile per 3-2. Dopo la vittoria dell'importante trofeo, il tecnico paraguaiano lasciò la selezione nazionale e si trasferì proprio in Brasile, dove assunse la guida del Flamengo di Rio de Janeiro: con la compagine carioca iniziò un periodo di successi, che la videro aggiudicarsi per tre volte consecutivamente il titolo statale nel triennio 1953-1955. Lasciato il club nel 1957, vi tornò per l'annata 1958-1959; nel 1959, invece, si trasferì per la prima e unica volta in Europa per guidare il Real Madrid, importante società iberica nella quale rimarrà per sette mesi, venendo sostituito da Miguel Muñoz. In seguito all'intermezzo europeo, tornerà in Sudamerica, ove dirigerà ancora in Brasile: vincerà gli ultimi titoli con il Bahia, che portò alla conquista del bicampionato statale 1970-1971, prima di chiudere la carriera in panchina. Con 504 panchine è uno dei tecnici più presenti alla guida del Flamengo.

## Palmarès

### Giocatore

#### Club

##### Competizioni nazionali
- Campionato paraguaiano: 2

Club Nacional: 1924, 1926
- Campionato argentino: 1

Boca Juniors: 1930

### Allenatore

#### Club

##### Competizioni nazionali
- Campionato paraguaiano: 1

Libertad: 1943
- Campeonato Carioca: 3

Flamengo: 1953, 1954, 1955
- Torneo Rio-San Paolo: 1

Flamengo: 1961
- Campeonato Baiano: 2

Bahia: 1970, 1971

#### Nazionale
- Campeonato Sudamericano de Football: 1

Perù 1953